# 公民 (教科)
公民（こうみん）は、日本の学校教育における教科の一つ。「公民科（こうみんか）」と通称されることが多い。
高等学校などの後期中等教育（ただし、知的障害者を教育する特別支援学校の高等部を除く）に設置されている教科で、倫理・政治・経済の3つの学問分野を学ぶ。
科目は「公共（旧：現代社会）」、「倫理」、「政治・経済」の3つがある。
小・中学校（義務教育学校を含む）または特別支援学校（知的障害者を教育する特別支援学校に至っては、高等部を含む）の社会で取り扱われる内容のうち、公民的分野に対応する。

## 概要
公民科は高等学校（中等教育学校の後期課程を含む）に設置されている教科である。
現行の高等学校学習指導要領では、公民科の学習目標として、「広い視野に立って、現代の社会について主体的に考察させ、理解を深めさせるとともに、人間としての在り方生き方についての自覚を育て、民主的、平和的な国家・社会の有為な形成者として必要な公民としての資質を養う」としている。
公民科では、倫理・政治・経済全般について学ぶ。高校公民科の中に「公共」（旧：「現代社会」）、「倫理」、「政治・経済」の3科目が設置されている。

### 新学習指導要領
2022年(令和4年)施行の新しい学習指導要領では現代社会が廃止され、新たに必修科目として「公共」が新設される。「倫理」「政治・経済」は選択科目となる。
- 「公共」（標準単位数2単位）では、現代の諸課題を追求したり解決したりする活動を行う。(A) 公共、(B) 社会参画、(C)持続可能な社会の形成を大きな内容の柱としている。

- 「倫理」（標準単位数2単位）では、 (1) 青年期の課題と人間としての在り方生き方、 (2) 現代と倫理、を大きな内容の柱としている。
- 「政治・経済」（標準単位数2単位）では(1) 現代の政治、 (2) 現代の経済、 (3) 現代社会の諸課題、を大きな内容の柱としている。

### 旧学習指導要領
- 「現代社会」（標準単位数2単位）では、 (1) 現代に生きる私たちの課題、 (2) 現代の社会と人間としての在り方生き方、を大きな内容の柱としている。
- 「倫理」（標準単位数2単位）では、 (1) 青年期の課題と人間としての在り方生き方、 (2) 現代と倫理、を大きな内容の柱としている。
- 「政治・経済」（標準単位数2単位）では、 (1) 現代の政治、 (2) 現代の経済、 (3) 現代社会の諸課題、を大きな内容の柱としている。

原則として、「現代社会」1科目、ないしは「倫理＋政治・経済」2科目のいずれかを選択して必修という扱いになる。
以上の説明は、2013年度〜2021年度入学者に適用される。なお、各科目の名称および必修科目は、1994年度〜2012年度入学者も同様であった。ただし、1994年度〜2002年度入学者は、現代社会の標準単位数は4単位であった。
また、2012年度以降に大学に入学する人を募集する旧大学入試センター試験および大学入学共通テストではこれら3つに加え「倫理、政治・経済」という地歴B教科と同じ標準単位数4単位を想定した科目が存在しており、内容は倫理と政治・経済をそのまま合わせたものとなる。 
2024年度を持って廃止。2025年からは「公共、倫理」または「公共、政治・経済」が事実上「倫理、政治・経済」の立ち位置となる。

## 大学受験での扱い
国公立大学の多くでは地歴と公民から2教科をセンター試験で受験することを必要とする。後継の大学入学共通テストでもほぼ同様になることが各大学から予告されている。難関大学は前述の「公共、倫理」または「公共、政治・経済」でないと受験を認めない大学もある。しかし二次試験で公民を課す大学は東京学芸大学（いずれも地理歴史の各科目および公民の各科目から1科目など）や高崎経済大学（国語、地理歴史および公民（政治・経済）、数学、外国語から2科目）など少数である。私立大学では慶應義塾大学や上智大学など一部を除いて政治・経済を地理歴史の代わりとして選択できることから重要科目と見なされている。倫理を使える大学は国立大学の二次試験では東京学芸大学や筑波大学、私立大学では愛知大学や日本大学文理学部などごくわずかである。

## 社会科と公民科
なお、政治や経済、社会の基本的な仕組みについては、小中学校では社会で学ぶ。中学校社会科では、政治・経済・社会について学ぶ内容について「公民的分野」と呼称されている。
かつては高等学校にも社会科が存在したが、1989年告示・1994年度高等学校第1学年から学年進行で実施された学習指導要領で、高等学校社会科は再編され、地理歴史と公民科に分割された。

## 戦前の「公民科」
日本において、公民教育が開始されたのは、1890年に実業補習学校において、職業教育に付随して「公民トシテ心得ヘキ事項」として公民教育が組み入れられたのが最古である。ただし、その本格化は社会教育の重要性の高まりと普通選挙の導入が決まった大正時代末期のことである。
1931年から1947年にかけて中学校に設置された教科の1つに「公民科」がある。社会の発展に参加する構成員として必要とされる知識や素質などを養うための教育、すなわち「公民教育」を扱う学科である。
1931年にそれまでの｢法制経済｣に代わって「憲政自治ノ本義ヲ明ニシ日常生活ニ適切ナル法制上経済上並ニ社会上ノ事項」を教育することを目的として開始された。ところが、軍国主義の台頭と天皇機関説問題をきっかけとして1937年に改訂が実施されて、「我ガ国体及国憲ノ本義特ニ肇国ノ精神及憲法発布ノ由来ヲ知ラシメテ以テ我ガ国統治ノ根本観念ノ他国ト異ル所以」を明らかにすることを教育目標に掲げることとなった。これは欧米の近代的市民育成の方針とは異なる絶対主義思想に基づいた帝国臣民育成理念を前面に出したものとなった。
第二次世界大戦敗戦後、欧米型の民主主義導入に伴って近代的市民育成が求められることとなった。そこで1945年10月に公民教育刷新委員会が結成されて、公民教育改革について論議されたが、1947年の学校教育法施行に伴って社会科に統合されて廃止された。
その後、旧公民科分野は「政治・社会・経済的分野」と呼ばれていたが、1969年に「公民的分野」と改称されて、公民の名称が復活する。その後、1977年及び翌年の学習指導要領改訂に伴って、「公民的資質」の育成という小学校から高等学校にかけての統一方針が掲げられることになるが、その際に「基本的人権の自覚」という従来あった項目が削除されたことが問題となった。